# Karlsruhe (huyện)
Karlsruhe là một huyện (Landkreis) ở tây bắc bang Baden-Württemberg, Đức. Các huyện giáp ranh (từ phía bắc theo chiều kim đồng hồ) Rhein-Neckar, Heilbronn, 
Enz, Calw, Rastatt, Germersheim, Rhein-Pfalz-Kreis và thành phố Speyer. 

## Xã và đô thị
| Thị trấn | Xã | |
| --- | --- | --- |
| 1. Bretten 2. Bruchsal 3. Ettlingen 4. Kraichtal 5. Östringen 6. Philippsburg 7. Rheinstetten 8. Stutensee 9. Waghäusel | 1. Bad Schönborn 2. Dettenheim 3. Eggenstein-Leopoldshafen 4. Forst 5. Gondelsheim 6. Graben-Neudorf 7. Hambrücken 8. Karlsbad 9. Karlsdorf-Neuthard 10. Kronau 11. Kürnbach | 1. Linkenheim-Hochstetten 2. Malsch 3. Marxzell 4. Oberderdingen 5. Oberhausen-Rheinhausen 6. Pfinztal 7. Sulzfeld 8. Ubstadt-Weiher 9. Waldbronn 10. Walzbachtal 11. Weingarten 12. Zaisenhausen |